# 泗川空港
泗川空港（サチョンくうこう、朝: 사천공항、英: Sacheon Airport）は、大韓民国の慶尚南道泗川市泗川邑にある空港。晋州市の最寄りの空港で、時刻表には「晋州／泗川」と表記される。

## 沿革
- 1969年11月：大韓航空の就航による民間航空受け入れ開始。
- 1973年8月：民間航路中断。
- 1975年2月：大韓航空運航再開。
- 1977年8月：済州島線就航。
- 1992年4月：アシアナ航空就航。

## 就航路線
| 航空会社   | 就航地            |
| ---------- | ----------------- |
| ジンエアー | ソウル/金浦       |
| ハイエア   | ソウル/金浦、済州 |